# Phillips (Oklahoma)
Phillips – miasto w Stanach Zjednoczonych, w stanie Oklahoma, w hrabstwie Coal.